# イオン本牧店
イオン本牧店（イオンほんもくてん）は、神奈川県横浜市中区本牧原に位置し、イオンリテール株式会社が運営している大型ショッピングセンター。前身は旧株式会社マイカルが会社更生前に開発したマイカル本牧（マイカルほんもく）で、マイカルタウンの1号店でもある。

## 概要
2011年3月1日に、株式会社マイカルを吸収合併したイオンリテール株式会社は、マイカル本牧と核店舗の本牧サティを「イオン本牧店」に名称変更した。マイカルから受け継いだ棟は1番街・3番街のみである。

### マイカル本牧時代
1945年8月15日の終戦後、本牧はアメリカ海軍横須賀分遣隊の管理下に置かれ、軍人やその家族の居住地として接収された。1982年3月31日の本牧米軍接収地返還式を以って日本に土地が返還された事により、新本牧地区（約8.8ha）は再開発の機運が高まった。
再開発に当たり、横浜市は新本牧地区を「街づくりの実験台」と位置づけ、同区をセンター地区・表通り一地区・表通り二地区の3つに分けた。そのうち、センター地区には市からの委託を受けて既に出店表明していたニチイが、1984年に行われたコンペティションを経て同社初のデベロッパー業務を手掛ける事となった。開発に当たり、新本牧地区商業課発基本策定委員会はセンター地区を単に物販販売施設だけでなく文化施設等をふんだんに取り入れたリゾート性の高い商業地域にする事を提案。この提案を受けてニチイは、六区画に分かれているセンター地区を一体開発して全体の半分以上を非物販施設にして、商業施設には専門店、飲食店、ホテル、スポーツ施設の導入する報告書を纏めた。
仮称SC名称は本牧ポート・ヒル。1988年3月11日に開かれたテナント募集の説明会には約1000人の希望者が集まった。一番高いテナント料金は5番街の1階の契約面積3.3㎡当たり補償金が400万円、賃貸料が同月間4万円に加え売り上げ歩合だとされている。
1988年にニチイがマイカル宣言を行う。当時ニチイの社長だった小林敏峯はSC名称にもマイカルを使おうと提案。マイカル宣言通りの理念に沿った未来都市マイカルタウンの1号店として、バブル絶頂期寸前の1989年4月30日にマイカル本牧が誕生した。目標年商は320億円。ニチイは山下公園や外人墓地等の観光拠点が近い事に注目、当施設を「都会派消費者がくつろぎ、楽しめるアーバンリゾート型ショッピングセンター」と位置づけた。更に東京や遠方からの客もターゲットにする為、本牧だけにしかない専門店を集中してテナントとして出店させており、大型複合ショッピングセンターのパイオニアともいえる存在であった。
本牧サティ・ネビューラといったニチイグループの専門店の他、外資系・日系の飲食店、ミッソーニやヒューゴ・ボスといった海外ブランド専門店、住宅機器・外車専門のショールーム、銀行・証券会社・郵便局が入居する金融センター、ニューヨークのアポロシアターとの提携による多目的イベントホール、映画館、フィットネスクラブ等、計234のテナントが1番街から6番街の建物に入居した。
マイカル本牧はスペイン風にしており、近隣の道路もそれに合わせてイスパニア通りと命名されている。建物はベージュでスパニッシュ・コロニアル様式を採用。開業当初、6棟体制であったが最終的には計10棟が完成している。なお、新本牧地区に建てられる建築物は美観を維持統一する為、屋根に勾配をつけ、外壁の色は原色を避けなければならない為、建築協定に則りマイカル本牧の建物全ての屋根に勾配がついている。
開業1か月後の来場者数や売上はニチイが当初予想していたものを上回る形となった。更に1年後には来場客数1500万人を達成、そして商業施設として横浜市の2つの賞に受賞する等、順風満帆であったように見えたマイカル本牧だが、実際には約70億円の不動産取得費を含めた事業費約400億円の投資が足を引っ張る形となっていた。
当初の好調や前述の開発事業費負担の大きさから、1990年以降テナント料を大幅に引き上げたが、折からのバブル崩壊が重なったことでテナントが相次いで撤退。さらに1993年には横浜ランドマークタワー等の新名所の完成で横浜みなとみらい21が頭角を現した事により、鉄道駅から遠く交通アクセスの悪いマイカル本牧の客足が徐々に奪われていった。これを受け1996年3月より、ニチイ（1996年よりマイカル）はアミューズメント施設の強化等、マイカル本牧の全面改装に踏み切るものの、客足やテナント流出に歯止めがかからず、マイカル自体の業績悪化に加えて、見据えていた横浜高速鉄道みなとみらい線の本牧延伸が採算が合わないとして議論が凍結した事に伴い2000年までに衰退していった。経営再建の為、マイカルは大半の建物を売却し、末期にはサティの1番街と金融と駐車場の3番街のみの2棟体制となった。
2011年2月28日、イオン株式会社の下で経営再建されたマイカルが吸収合併で消滅する事となり、マイカル本牧は約22年の歴史に幕を下ろした。

## ペデストリアンデッキ
このモールは前述にもある通り、一つの広大な建物内に各ジャンル別ゾーンがあったり、本館があり別館がある方式でもなく、目的ジャンル毎に別棟なのが特徴である。街計画と共に建設され、中核となる棟やその他の棟とは公道を挟んで分断される形になった。公道を挟んだ各棟とは連絡通路としてペデストリアンデッキで繋がっている。法律上、公道を跨いだ連絡通路をマイカル（民間）が設置する事が出来ない。だが、回遊性の都合などから連絡通路は必要不可欠であった。マイカルは建物周辺の公園へ続くプロムナード（市道）計画があることに着目し、マイカル側がペデストリアンデッキを建設して横浜市へ無償譲渡することで決着がついた。そのため各施設の一部と思えるペデストリアンは横浜市の市道である。

## 各棟の変遷
今では珍しく、建物ごとに各ブランドの店を入れていた。マイカル本牧時代は全12番街までの付番がされた計10館の建物があった（4番街・9番街は忌み数により欠番）。上述の通り、景気の衰退や時代の変化に伴い、当初は10棟あったが、1・3・5・6・10・11番街の6棟が残るのみである。解体された各棟はマンションに建て替えられるなど、かつての面影は少ない。
（）内はマイカル本牧時代の名称。
- 1番街（本牧サティ）
イオン本牧店。その他セリアやブックオフなどいくつかのテナントも入居している。「紳士の街」などフロア表示にマイカルの面影を残している。
- 2番街（SATY生活用品館）（現存しない）
後に本牧ビブレ、本牧サティの子供雑貨売場であるKidsTownを経てテナントの撤退により長らく閉鎖が続いていたが、マイカルが1億9300万円で売却した後に解体。2008年3月に分譲マンションの「ザ・レジデンス本牧 横浜ベイサイド」が誕生した。その際、ペデストリアンデッキが残されマンションと直結し、下層階にはテナントスペースとなって周辺へ配慮された作りになっている。
社員食堂や運営事務所はこの2番街に置かれていた。
- 3番街（カルチャーセンター&コミュニティーサービス・駐車場）
イオン本牧店3番街。テナントとして銀行や郵便局等の金融センターが入居している他イオンバイクも入居している。駐車場はタイムズが運営している。
- 5番街（ファッション・レストラン・雑貨・ライブハウス・映画館・フィットネス）
ニューヨーク州マンハッタンのクラブ「アポロ・シアター」との提携で生まれたライブハウス「アポロシアター」や、映画館「シネスクエア本牧」が入居するなど、マイカル本牧の中で一番大きな建物であった。
2005年秋の完全閉鎖後に沖創建設へ2億1300万円で売却されたが、同社の破綻に伴ってユニディオコーポレーションへ再売却。同社が運営する「シュロア」ブランドを用いて再生する計画があったが、実現には至らなかった。その後、ゲオエステート（現・エスポア）によって「ベイタウン本牧5番街」としてリニューアルされた[11]のちに譲渡され[12]、現在は都市綜研インベストバンクが営業を続けている[13]。
- 6番街（ショールーム・駐車場）
オープン当初はオートラマ本牧などの自動車ディーラーとファストフード店、アービーズが設置されていた。
1996年の大幅改装によりフードコート・パチンコ店・シネマコンプレックス「マイカル松竹シネマズ本牧」などが開業。シネマコンプレックスは運営母体の変更で2004年にMOVIX本牧となったが、競合のシネマコンプレックスが登場したことや、3D上映に対応出来ない事などを理由に2011年1月16日に閉館となった。映画館跡地はシェアスペース[14]としてイベント時のみ利用されている。フードコートも閉鎖され、マクドナルドとパチンコ店とフィットネスクラブのみが運営されている。
- 7番街（ホテル ル・ファール本牧）（現存しない）
ニチイが初進出した都市ホテル事業として1992年11月30日に開業[15]。運営は子会社の「ホテル ル・ファール」。建物は地上12階・地下1階で三井信託銀行が賃借する形を取っていた。エリゼ宮殿の内装を担当したフランスの建築デザイナー ジャン・ミッシェル・ビルモットが内装を担当した。
マイカルの経営悪化後に閉鎖・解体され、現在はマンションの「グランドメゾン本牧」になった。
- 8番街（ファーストフード・駐車場）（現存しない）
かつてはミスタードーナツなどがあった。閉鎖し、解体され、跡地は分譲マンションの「アトレ横浜本牧」。
- 10番街（ファーストフード・駐車場）
テナント部分が閉鎖され、ベイタウン本牧5番街の駐車場として整備、「10」の看板が現存しており、マイカルだった名残りを残している。
- 11番街（クリニック・ドラッグ・日本料理・駐車場）
現在はテナントビル。
- 12番街（ポパイ本牧店）（現存しない）
閉鎖・解体後、現在はマンションの「ランドシティ横濱本牧ロイヤルスクエア」が立地。

## 交通
駅からは遠いため、車かバスが主な交通手段になる。
- 横浜市営バス｢和田山口｣バス停下車
- JR根岸線石川町駅下車
  - 元町停留所より横浜市営バス101,105,106系統
- JR根岸線山手駅下車
  - 横浜市営バス222系統
- JR根岸線根岸駅下車
  - 1番乗り場より横浜市営バス58,101系統
- JR根岸線、横浜市営地下鉄桜木町駅下車　
  - 2番乗り場より横浜市営バス8,58系統
  - 10番乗り場よりフジエクスプレス134系統
  - 11番乗り場より横浜市営バス101,105,106系統
- JR各線、東急東横線、相鉄線、みなとみらい線、京急線、横浜市営地下鉄横浜駅下車
  - 東口2番乗り場より横浜市営バス8系統、168系統（急行）
  - 東口4番乗り場より横浜市営バス105系統

## 営業時間
- イオン本牧店 - 9:00-21:00
※1階の食料品売場（一部を除く）は8:00-22:00まで営業